# Ulica Bednarska w Łodzi
Ulica Bednarska w Łodzi – ulica w północnej części dawnej łódzkiej dzielnicy Górna, stanowiąca granicę oddzielającą trzy obszary SIM: Górniak od Chojen (na odcinku od ul. Rzgowskiej do ul. Unickiej) i Górniak od Kuraka (na odcinku od ul. Unickiej do ul. Pabianickiej), łącząca ulicę Rzgowską z ulicą Pabianicką i stanowiąca przedłużenie powstałej znacznie wcześniej ulicy Wólczańskiej. Posesje po północnej, nieparzystej stronie ulicy są położone na Górniaku, zaś posesje po stronie południowej, parzystej – na Chojnach (między ulicami Rzgowską a Unicką) i na Kuraku (między ulicami Unicką a Pabianicką ).
Ulica Bednarska rozpoczyna się od skrzyżowania z ul. Rzgowską, początkowo prowadzi w kierunku południowo-zachodnim, za skrzyżowaniem z ul. Juliana Korsaka skręca na północny zachód i kończy się na skrzyżowaniu z ul. Pabianicką. Jej przedłużeniem ku północy, za skrzyżowaniem z ul. Pabianicką, jest ulica Wólczańska. Nazwa ulicy, pochodząca od rzeczownika „bednarz” określającego rzemieślnika wytwarzającego naczynia z drewna, nie ma terenowego uzasadnienia .
Ulica ma status drogi powiatowej (nr 1105E). Na całej jej długości obowiązuje ruch dwukierunkowy. Przecina ona park im. Legionów, obejmujący obszar dawnego parku fabrykanckiego Ernsta Leonhardta (po północnej, nieparzystej stronie ulicy) i dawnego parku ZUS (po stronie południowej, parzystej).
Początkowy odcinek ulicy, do skrzyżowania z ul. Unicką (posesje pod numerami 3–9 i 2–20), należy do rzymskokatolickiej parafii Matki Boskiej Anielskiej, natomiast dalsza część ulicy (posesje pod numerami 24–42) – do rzymskokatolickiej parafii św. Łukasza Ewangelisty i św. Floriana.

## Historia

### Historia

#### Do roku 1918

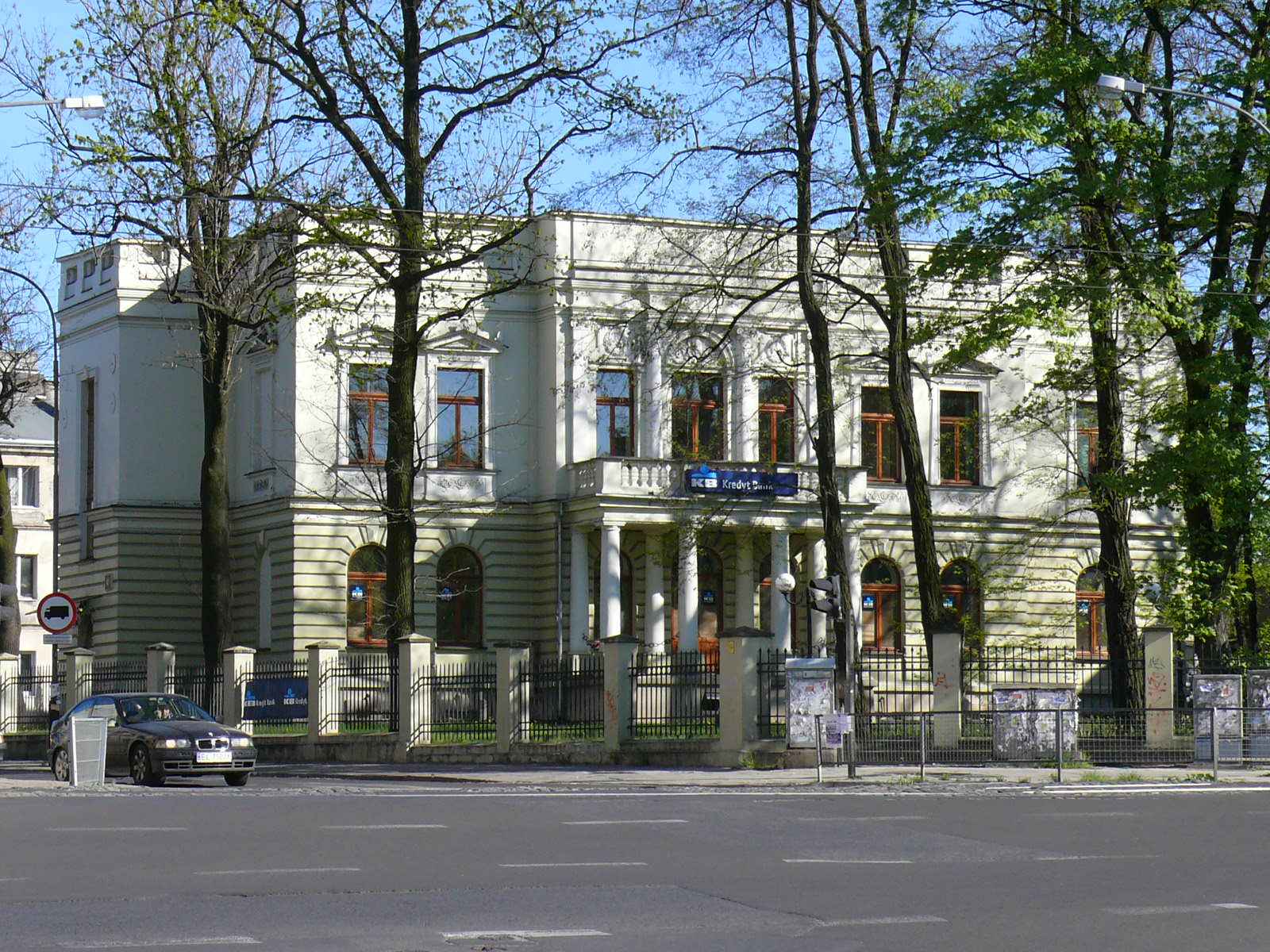
Willa Schweikertów przy ul. Bednarskiej 42 – niegdyś siedziba łódzkiego „Se-ma-fora”, obecnie 17. Oddziału w Łodzi Santander Banku Polska S.A. – widok ze skrzyżowania z ul. Pabianicką (maj 2007)

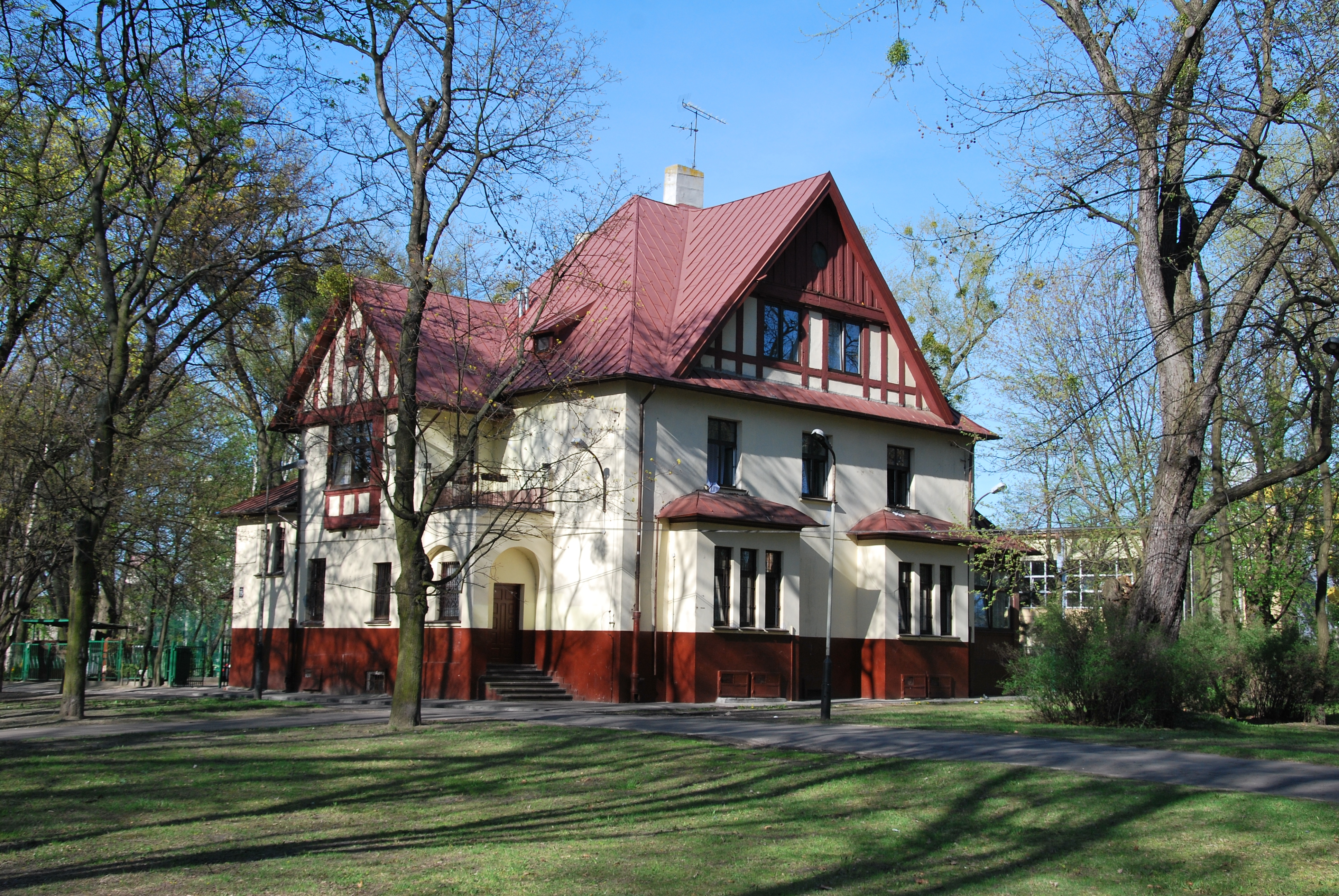
Dawna willa Wilhelma Völkera pod numerem 15, obecnie siedziba Domu Dziecka nr 6 im. S. Jachowicza (kwiecień 2012)

Mierząca około 800 m długości ulica Bednarska została poprowadzona w większości przez tereny dawnych, pouwłaszczeniowych i poparcelacyjnych kolonii i osiedli rolniczych – wsi Dąbrówka Mała i Chojny Nowe oraz Kolonii Chojny (Chojen AB), zaś w niewielkiej części (na końcowym odcinku) – przez teren Nowego Rokicia, zwartej wsi należącej początkowo do klucza rudzkiego kapituły krakowskiej, późniejszej wsi rządowej, przebudowanej i sprywatyzowanej w I połowie XIX w. Tereny te zostały włączone w granice administracyjne Łodzi dopiero rozporządzeniem rady ministrów z 18 października 1906 roku. Ukazuje je Płan ziemiel prisojediniennych k gorodu Łodzi (Планъ земель присоединенныхъ къ городу Лодзи), wykonany w skali 1:8400 w 1907 roku przez geometrę Hilarego Szymańskiego. Na wskazanym obszarze widoczne są jedynie Szosa Pabianicka i ul. Rzgowska. Ulica Bednarska jest już natomiast widoczna na Planie miasta Łodzi sporządzonym około roku 1910 i dołączonym jako dodatek do rocznika „Czas. Kalendarz na Rok 1911”  .
Już około 1896 roku, a więc kilkanaście lat przed wytyczeniem ulicy Bednarskiej, w pobliżu późniejszego jej skrzyżowania z Szosą Pabianicką, została wzniesiona okazała willa, która stała się rezydencją rodziny Schweikertów – łódzkich fabrykantów pochodzenia niemieckiego, których własnością od 1875 roku była fabryka wyrobów bawełnianych, mieszcząca się w pobliżu – po drugiej stronie Szosy Pabianickiej, przy ul. Wólczańskiej (vel Wólskiej) 215 (obecnie dawne gmachy fabryczne zajmuje Politechnika Łódzka). Ponieważ na elewacji wilii (ob. przy ul. Bednarskiej 42) znajduje się kartusz z inicjałami „SI”, zdaniem historyka sztuki prof. Krzysztofa Stefańskiego z UŁ nie jest całkowicie pewne, czy została ona wybudowana przez rodzinę Schweikertów, czy też byli oni kolejnymi jej właścicielami.
W 1906 roku niemiecki fabrykant z Saksonii Ernst Leonhardt, współwłaściciel pobliskiej fabryki wyrobów wełnianych Towarzystwa Akcyjnego Sukiennej Manufaktury „Leonhardt – Woelker – Girbardt”, ufundował założenie przyfabrycznych ogrodów działkowych dla robotników. Powstały one na terenie wzdłuż wytyczanej ulicy Bednarskiej. Teren ogrodów, noszących imię Stefana Błaszczyka (obecnie pod numerem 19/21), sąsiaduje od wschodu z parkiem im. Legionów. Są one najstarszymi zachowanymi w Łodzi pracowniczymi ogrodami działkowymi. Z upływem lat, w wyniku postępującej urbanizacji, obszar ogrodów uległ znacznemu zmniejszeniu. W końcu pierwszej dekady XXI w. zajmowały powierzchnię 2,3 ha i obejmowały 62 działki. Granice ogrodów są obecnie (2017) wyznaczane przez: ul. Doroty (od północy i wschodu), ul. Bednarską (od południa) i wschodnią granicę posesji od nr 6 do nr 16 przy ul. Pabianickiej (od zachodu).
Przy ulicy Bednarskiej 15 i 15a Towarzystwo Akcyjne Sukiennej Manufaktury „Leonhardt – Woelker – Girbardt” wybudowało w latach 1907–1909 dwie niemal bliźniacze postsecesyjne wille dla Ernsta Leonhardta, usytuowane w ogrodowo-parkowym otoczeniu (część parku sięgająca do wytyczanej ul. Bednarskiej Leonhardt zakupił nieco wcześniej, w 1905 roku). Zamieszkali w nich wspólnicy Leonhardta – jego szwagier, Wilhelm Völker (Woelker) – i Saksończyk Hilmar Girbardt. Prywatny park był ogrodzony, od strony ul. Bednarskiej miał dwa wejścia (trzecie prowadziło z Szosy Pabianickiej), jednak aż do 1952 roku – mimo zmian właścicieli – nie był dostępny publicznie  . Prawdopodobnie jeszcze przed I wojną światową wybudowano też w parku, wzdłuż ulicy Bednarskiej, korty tenisowe, które istniały tam do lat 60. 
W roku 1911 ulica Bednarska po raz pierwszy została uwzględniona w taryfie domów. Według stanu na 1 października 1911 roku do miejskich ksiąg wieczystych była wpisana zaledwie jedna nieruchomość przy ulicy Bednarskiej – pod numerem hipotecznym 4052, należąca do Heinricha (Henryka) Haara. Dwa lata później w taryfie domów znalazły się ponadto nieruchomości: pod numerem hipotecznym 4235, której właścicielem był Hugon Schäfer, oraz pod numerem 5 (nr hip. 4356), należąca do Emila Diesnera.
W latach 1915–1918 okupujący Łódź Niemcy wprowadzili nazewnictwo niemieckojęzyczne – od roku 1916 do zakończenia okupacji miasta w roku 1918 ulica Bednarska nosiła nazwę Böttcherstraße (niem. Böttcher – „bednarz”), po odzyskaniu przez Polskę niepodległości przywrócona została polska nazwa przedwojenna .

#### Lata 1919–1945
Tuż po wojnie, w taryfie posesji przy ul. Bednarskiej wyszczególniono, oprócz istniejących wcześniej, nieruchomość pod numerem 7 (nr hip. 4356), należącą do Franciszka i Juljanny Kańczuckich.

[...] Na początku lat pięćdziesiątych rozległe podwórko przy ul. Bednarskiej tętniło życiem. Młodzież organizowała różnego rodzaju zabawy, gry w piłkę (czasami szmaciankę), wędrówki ze świecą piwnicami pod blokiem, biegi, skoki, pchnięcie kulą (czyli okrągłym kamieniem). W tym czasie na podwórku funkcjonowały dwie rywalizujące grupy, nazywane groźnie bandami. W jednej z nich prym wiódł Andrzej Jakubowski, później światowego formatu profesor Politechniki Warszawskiej, w drugiej Andrzej Zaborowski, obecnie znany i ceniony lekarz psychiatra. Dziewczyny głównie pasjonowały się grą w klasy na chodniku, podskakiwaniem na skakance i wygibasami na trzepaku. Wśród nich była Hanna Tadeusiewicz, obecnie profesor UŁ. Wieczorami, gdy podwórko oświetlały jedynie odblaski z okien i klatek schodowych, tworzyły się grupy rozprawiające o sporcie, filmie oraz o przeczytanych lub zasłyszanych wydarzeniach. [...] W bloku przy ul. Bednarskiej 24 częstym gościem był reżyser Jerzy Skolimowski, mąż aktorki Joanny Szczerbic. W latach 70. zajeżdżał na podwórko fordem mustangiem, który parkując wśród warszaw, syren i trabantów, budził uzasadnioną sensację. [...]

W roku 1930 w Biurze Projektów Zakładu Ubezpieczeń Społecznych w Warszawie powstał projekt, opracowany w zespole architektów pod kierunkiem Jana Kukulskiego, w ramach tzw. ogólnopolskiej akcji mieszkaniowej ZUS podjętej przez Stowarzyszenie Budowlano-Mieszkaniowe ZUS, zakładający budowę nowoczesnego osiedla mieszkaniowego dla pracowników łódzkich zakładów ubezpieczeniowych w kwartale ulic: Bednarska – Unicka (planowana wówczas do wytyczenia) – Nowo Pabianicka (w latach 1933–1940 i po II wojnie światowej Sanocka) – Adolfa Dygasińskiego (istniejąca i widoczna na planie miasta już około 1910 , nazwana prawdopodobnie w 1930). Kwartał o kształcie zbliżonym do trapezoidalnego i powierzchni 7 ha planowano ponadto rozciąć nową ulicą (hetm. Stefana Żółkiewskiego), a tym samym podzielić go asymetrycznie na większą część zachodnią (określoną jako kwartał „robotniczy”) i mniejszą część wschodnią (określoną jako kwartał „urzędniczy”). Projekt przewidywał budowę 12 bloków mieszkalnych i założenie położonego centralnie parku w pierwszej z nich oraz budowę 2 bloków w drugiej    . Niektóre źródła podają, że jednym z projektantów łódzkich budynków był Józef Szanajca (w latach 1929–1933 etatowy projektant ZUS) , co kwestionuje Jakub Zasina, wskazując, iż podpis Szanajcy nie widnieje pod żadnym z projektów budynków osiedla, przechowywanych w Archiwum Państwowym w Łodzi.
Z uwagi na ograniczone możliwości finansowe opracowano dokumentację techniczną, która nie objęła całego projektu, a przez to zrealizowano tylko jego część. W latach 1930–1932 z planowanych 14 bloków wzniesiono 7 (łącznie 514 mieszkań): dwa najdłuższe (około 200-metrowe), czterokondygnacyjne, z wewnętrznym otwartym dziedzińcem, przy ul. Bednarskiej 24 i 26 w kwartale „urzędniczym” i pięć w kwartale „robotniczym” (przypisane do ul. Adolfa Dygasińskiego – nr 6 i 10 oraz do ul. Nowo Pabianickiej, obecnie Sanockiej – nr 20, 22 i 24). Mieszkania w blokach przy ul. Bednarskiej 24 i 26 były na ogół większe i bardziej komfortowe od tych w blokach w kwartale „robotniczym”. 36 z nich składało się z trzech pokoi, kuchni, łazienki i spiżarni (lub tzw. służbówki) o łącznej powierzchni użytkowej 85 m². Były wyposażone w piece węglowe, instalacje gazowe z piecykami firmy „Siemens”, toalety, podłogi wyłożone parkietem, drzwi i okna z mosiężnymi okuciami. We wszystkich blokach zamontowano po raz pierwszy w Łodzi okna zespolone (typu szwedzkiego) i płycinowe drzwi wewnętrzne . Każda część osiedla była ogrodzona stalową siatką krępowaną rozpiętą na ramach, którą stopniowo porosło dzikie wino   . Furtki w ogrodzeniu były zamykane na noc przez dozorcę. Aż do lat 50. XX w. osiedle miało własne ujęcie wody poprzez studnię głębinową zlokalizowaną na terenie parku ZUS.
Zgodnie z projektem jeszcze w 1930 roku wytyczono planowane nowe ulice (Unicką i hetm. Stefana Żółkiewskiego). Nieco później, w latach 1933–1934, utworzono według projektu łódzkiego architekta zieleni Stefana Rogowicza prawie trzyhektarowy park (znacznie większy od pierwotnie planowanego), rozciągający się między ulicami Bednarską i Sanocką, oddzielający bloki w kwartale „robotniczym” od ul. hetm. Stefana Żółkiewskiego .
Powstałe bloki mieszkalne reprezentują funkcjonalizm w obrębie stylu modernistycznego, stąd porównuje się je m.in. z realizacjami niemieckiego Bauhausu i Le Corbusiera we Francji . Rolę ich zespołu w strukturze przestrzennej miasta projekt określał jako samodzielny element krystalizujący, zaś rangę w krajobrazie miejskim – jako dominantę układu przestrzennego w skali architektonicznej i urbanistycznej. Nowe osiedle otrzymało początkowo nazwę Z.U.P.U. (Zakładu Ubezpieczeń Pracowników Umysłowych), stąd jego mieszkańcy mawiali, że mieszkają w zupie lub na zupie. Już w 1934 roku – w związku z połączeniem pięciu instytucji ubezpieczeniowych w jeden Zakład Ubezpieczeń Społecznych – nazwę zmieniono na osiedle Z.U.S. (współcześnie osiedle ZUS). Nowy park od razu został nazwany parkiem Z.U.S.
W 1937 roku, w wyniku ogólnokrajowego kryzysu gospodarczego, wszczęto postępowanie upadłościowe wobec firmy „Leonhardt – Woelker – Girbardt”. Rok później upadłą fabrykę wyrobów wełnianych, wraz z posiadłością obejmującą park i wszystkie położone w nim wille, zakupili spadkobiercy Markusa Kohna, zmarłego w 1921 roku łódzkiego fabrykanta narodowości żydowskiej, właściciela Przędzalni Wełny Czesankowej „Markus Kohn” S.A. przy ul. Łąkowej 5/7 (ob. pod numerem 3/5).
Z dniem 1 lipca 1938 roku wszystkie nieruchomości przy ul. Bednarskiej znalazły się na mocy zarządzenia Starosty Grodzkiego Łódzkiego w obszarze miasta objętym zakazem trzymania zwierząt – nierogacizny, bydła, owiec i kóz.
W kwietniu 1939 roku willę Schweikertów pod numerem 42 nabyli Józef i Kazimiera Usielscy, którzy w sąsiednim budynku gospodarczym uruchomili wytwórnię win owocowych.
Po wybuchu II wojny światowej niemieccy okupanci wprowadzili nazewnictwo niemieckojęzyczne – ulica Bednarska stała się początkowo Kopernikusstraße (dla upamiętnienia astronoma Mikołaja Kopernika) . Pierwsze wypędzenia z ulicy Bednarskiej miały miejsce 13 grudnia 1939 roku. Wówczas to w pół godziny wyrzucono z mieszkania dr. Feliksa Iwickiego wraz z żoną i synem, byłego członka POW, lekarza kasy chorych. Przewieziono ich do obozu na Radogoszczu, a w lutym 1940 roku, podczas zimy stulecia, wagonami bydlęcymi do Staszowa. W lutym 1940 roku, w ciągu kilku godzin, Niemcy przeprowadzili masowe wysiedlenia mieszkańców całego osiedla ZUS, by do zwolnionych mieszkań wprowadzić wskazanych przez siebie lokatorów. Wysiedlonych przewieźli do centralnego obozu przesiedleńczego (niem. Durchgangslager I der Umwandererzentralstelle Posen, Dienststelle Litzmannstadt), mieszczącego się w budynkach dawnej fabryki wełnianych tkanin wzorzystych Barucha A. Gliksmana przy Wiesenstraße 4 (późn. Flottwellstraße, ob. ul. Łąkowa), a stamtąd do Końskich . Opuszczone mieszkania, zaplombowane paskami papieru, pozostawały początkowo puste, ponieważ Niemcy chcieli sprowadzić do nich osadników z Estonii i Kurlandii. Ostatecznie udostępnili je głównie rodzinom żołnierzy i oficerów Wehrmachtu   . W bloku przy ul. Bednarskiej 24 ulokowali ponadto posterunek niemieckiej żandarmerii . Z willi Schweikertów, jeszcze w 1939 roku, usunęli rodzinę Usielskich. Z kolei willę Girbardta pod numerem 15a zajmował od jesieni 1941 do 23 lipca 1943 roku nadburmistrz (niem. Oberbürgermeister) Litzmannstadt Werner Ventzki, wraz z rodziną, która mieszkała tam do września 1944 roku.
Po 11 kwietnia 1940 roku, gdy wcielona do Kraju Warty Łódź (od rozpoczęcia okupacji – pod niemieckojęzyczną nazwą Lodsch) stała się Litzmannstadt, niemieckie władze okupacyjne zmieniły nazwę ulicy na Ostpreußenstraße (niem. ʻOstpreußenʼ – ʻPrusy Wschodnieʼ) .

#### Lata 1945–1989
Po zakończeniu wojny została przywrócona przedwojenna, pierwotna nazwa ulicy .
W okresie PRL dawne wille fabrykanckie stały się siedzibami nowo tworzonych placówek edukacyjno-opiekuńczych. W wilii Wilhelma Völkera (pod numerem 15) utworzono Dom Dziecka nr 6, willę Hilmara Girbardta (pod numerem 15a) zajęły przyzakładowe żłobek i przedszkole, należące do Łódzkich Zakładów Przemysłu Wełnianego nr 13 przy pl. Niepodległości 4 (po nacjonalizacji – sukcesora Towarzystwa Akcyjnego Sukiennej Manufaktury „Leonhardt – Woelker – Girbardt”, do 1952 oddział Państwowych Zakładów Przemysłu Wełnianego nr 6 przy ul. Łąkowej 3/5, od 1970 – Przędzalnia Czesankowa „Arelan”). W rezydencji Schweikertów (pod numerem 42) zostało otwarte Państwowe Czteroletnie Liceum Bibliotekarskie, które działało tam do przełomu lat 50. i 60.
W 1952 roku uporządkowano teren dawnego parku fabrykanckiego i uczyniono go ogólnodostępnym, nadając mu jednocześnie imię urodzonego w Łodzi komunistycznego działacza Władysława Hibnera .
Latem 1954 roku do Domu Dziecka nr 6 pod numerem 15 trafiła grupa dzieci i młodzieży z Grecji, ewakuowanych m.in. do Polski wiosną 1949 roku z powodu toczącej się w ich ojczyźnie wojny domowej. Wśród nich był m.in. Stathis Jeropulos, który później, po ukończeniu łódzkiego Państwowego Liceum Sztuk Plastycznych, pracował w Studiu Małych Form Filmowych „Se-ma-for”.
Na przełomie lat 50. i 60. dawną rezydencję Schweikertów zajął nowo utworzony oddział państwowego Studia Małych Form Filmowych „Se-ma-for” (od 1990 roku Studio Filmowe „Semafor”). W latach 60. zostały zlikwidowane powstałe prawdopodobnie przed I wojną światową korty tenisowe, położone w południowej części ówczesnego parku im. Władysława Hibnera, wzdłuż ulicy Bednarskiej. W ich miejscu utworzono plac zabaw .
W 1973 roku, mimo protestu mieszkańców, na polecenie przewodniczącego Dzielnicowej Rady Narodowej Łódź-Górna, Bednarczyka, rozebrano siatkowe ogrodzenie wokół bloków osiedla ZUS. Według Adama Antczaka i Jarosława Warzechy delegacja lokatorów usłyszała wówczas, że sanacyjne bloki nie będą się odgradzać!. Podobnie wspominała to wydarzenie Anna Stall . Z kolei Sławomir Arabski ocenił w swych wspomnieniach, że usunięcie płotu było ogromną krzywdą dla osiedli . Zdaniem Antczaka i Warzechy likwidacja ogrodzenia bloków, zamieszkiwanych przez rodziny uchodzące za dobrze sytuowane, ułatwiła Andrzejowi Pietrzakowi i jego wspólniczce dokonanie 20 września 1976 roku napadu rabunkowego na mieszkanie małżeństwa lekarzy w bloku przy ul. Bednarskiej 24, podczas którego dokonał on zabójstwa dwóch kobiet.
W 1975 roku łódzka Spółdzielnia Mieszkaniowa „Ogniwo” ukończyła budowę najwyższego budynku przy ul. Bednarskiej – 11-kondygnacyjnego bloku wielorodzinnego z wielkiej płyty, pod numerem 9.

#### Od roku 1989

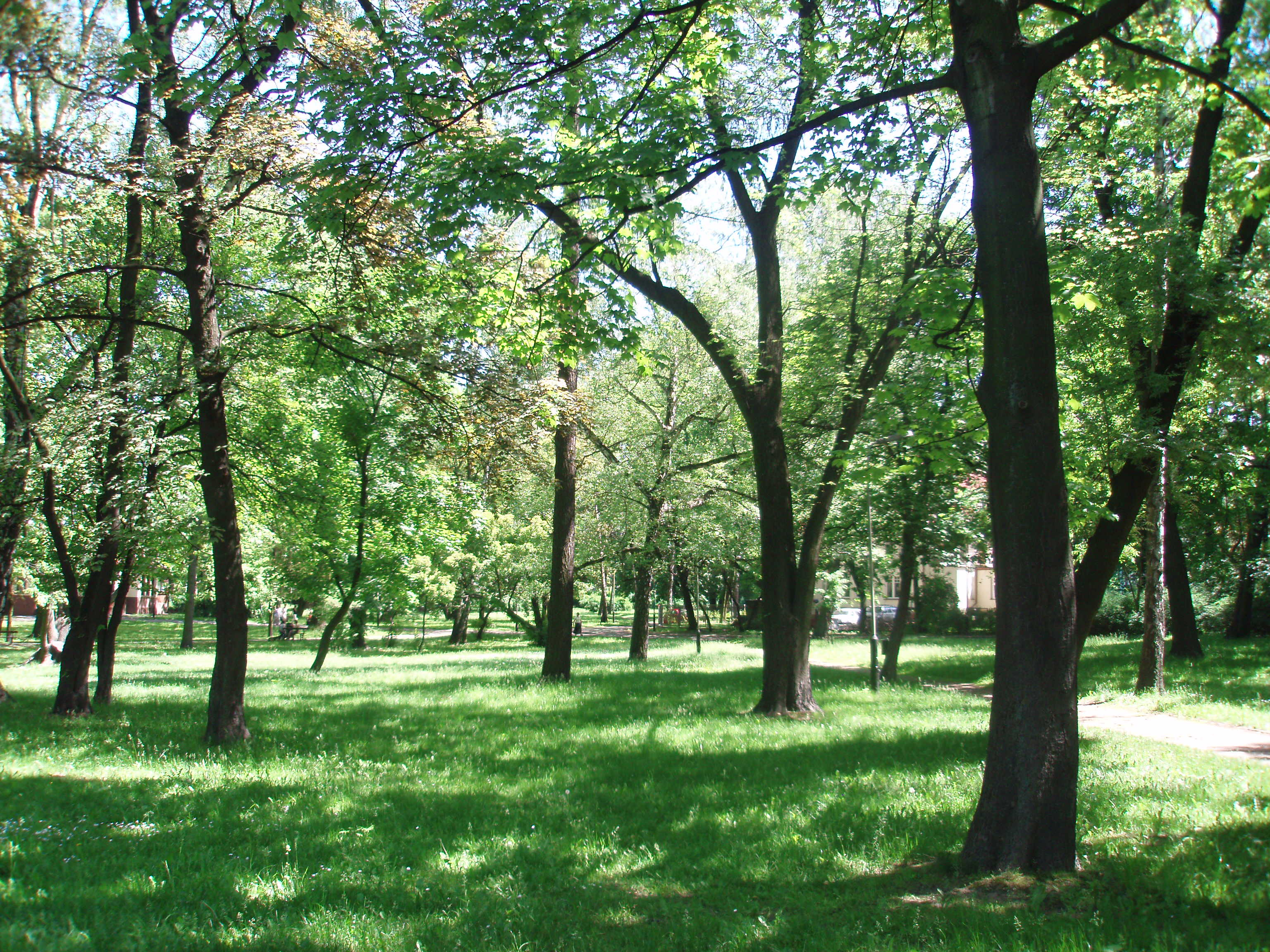
Park im. Legionów – widok z ul. Bednarskiej (czerwiec 2008)

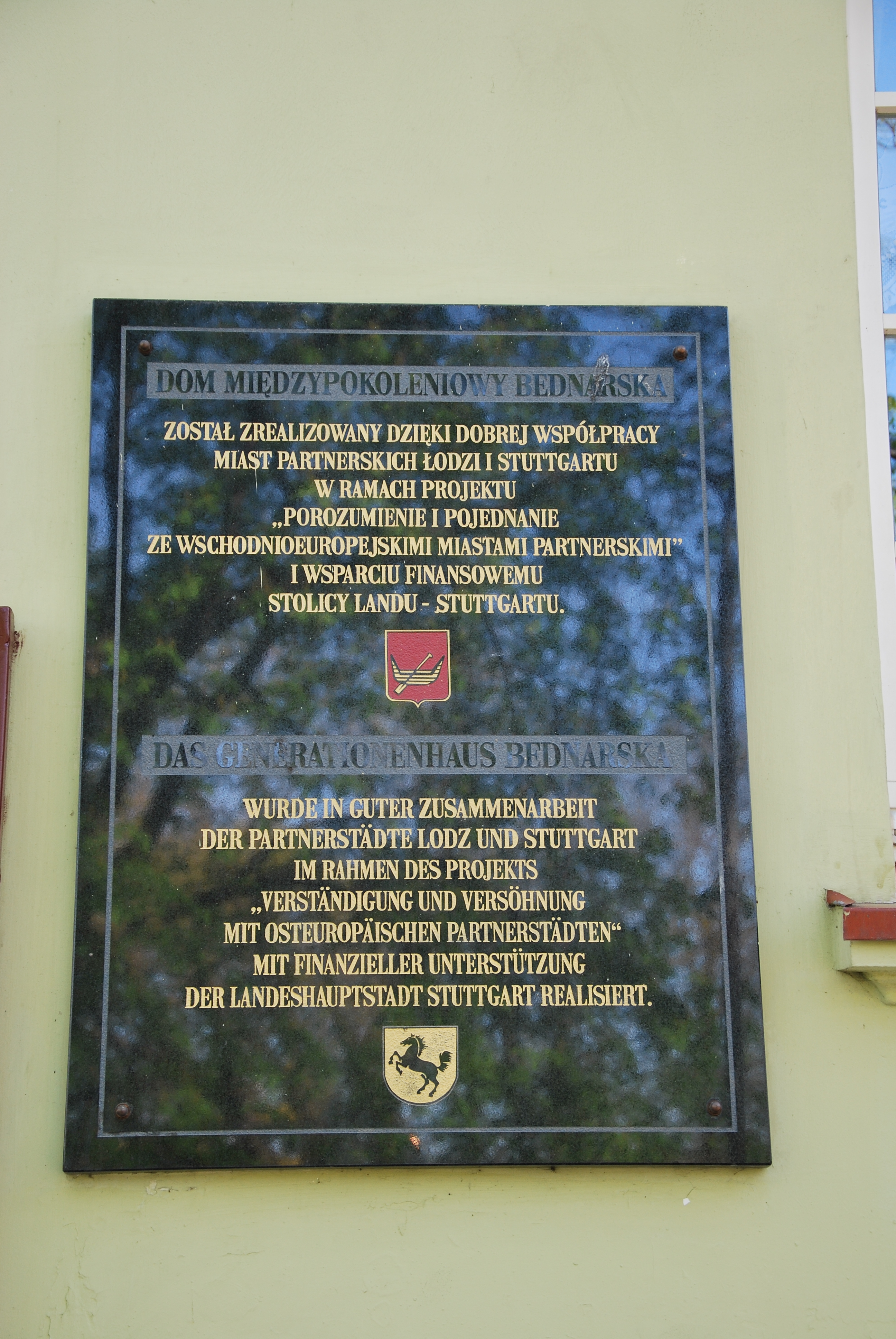
Tablica pamiątkowa na ścianie d. willi Hilmara Girbardta, obecnej siedziby Domu Dziecka nr 9 – Domu Międzypokoleniowego Bednarska (kwiecień 2012)

Z dniem 31 stycznia 1991 roku uchwałą Rady Miejskiej w Łodzi anulowano nazwę parku im. Władysława Hibnera – odtąd przez ponad trzy lata pozostawał on bezimienny, a 27 maja 1994 roku Rada Miejska nadała mu nazwę parku im. Legionów.
W okresie III Rzeczypospolitej zlikwidowano przyzakładowe przedszkole i żłobek w dawnej willi Girbardta pod numerem 15a. Na przełomie XX i XXI w. w obiekcie przeprowadzono remont i prace restauratorskie. 1 września 2004 roku rozpoczął tam działalność Dom Dziecka nr 9, przeniesiony z ul. gen. Jana Dąbrowskiego 40a, pod nową nazwą: Dom Dziecka nr 9 – Dom Międzypokoleniowy Bednarska. Placówka powstała w ramach projektu „Porozumienie i pojednanie z miastami partnerskimi w środkowej i wschodniej Europie”, prowadzonego wspólnie przez władze Łodzi i Stuttgartu w oparciu o oświadczenie woli podpisane 25 listopada 2003 roku, a tworzą ją: Dom Dziecka nr 9, Dom Dziennego Pobytu (dla seniorów) oraz Dom Pamięci i Przyszłości prowadzony przez łódzki oddział Stowarzyszenia Polaków Poszkodowanych przez III Rzeszę.
Po likwidacji pod koniec 1999 roku Studia Filmowego „Semafor” dawna rezydencja Schweikertów została zakupiona przez prywatnego inwestora. Po przeprowadzeniu jej remontu wynajął on obiekt łódzkiemu oddziałowi Kredyt Banku S.A., który z dniem 4 stycznia 2013 roku został wchłonięty przez Bank Zachodni WBK S.A., wynajmujący willę nadal – od 8 września 2018 roku, po rebrandingu, jako Santander Bank Polska S.A.
We wrześniu 2007 roku miejsce swoich narodzin – dawną willę Girbardta pod numerem 15a – odwiedził, wraz z córką Saskią, Jens-Jürgen Ventzki, który o przeszłości ojca – nadburmistrza Litzmannstadt Wernera Ventzkiego – dowiedział się dopiero w 1990 roku, w wieku 46 lat.
Na przełomie pierwszej i drugiej dekady XXI w. sporządzono nowe projekty urbanistyczne obejmujące okolice pl. Niepodległości, w tym także ulicę Bednarską. Według koncepcji stworzenia łódzkich obwodnic śródmiejskich, zawartej w opracowaniu Przedsiębiorstwa Zagospodarowania Miast i Osiedli „Teren” Sp. z o.o. w Łodzi pt. Studium uwarunkowań i kierunków zagospodarowania przestrzennego miasta Łodzi. Założenia rozwoju z kwietnia 2009 roku, ulica Bednarska miała stać się ulicą klasy zbiorczej, wchodzącą w skład I obwodnicy centrum miasta.
W latach 2011–2013 został opracowany projekt planu zagospodarowania przestrzennego obszaru objętego ulicami: Stanisława Przybyszewskiego – Kruczą – Zarzewską – Łomżyńską – gen. Jarosława Dąbrowskiego – Rzgowską – Bednarską – Wólczańską – Sieradzką – Piotrkowską i pl. Władysława Reymonta. W odniesieniu do ul. Bednarskiej projekt planu zakładał jej znaczne poszerzenie – dobudowę drugiej jezdni o dwóch pasach ruchu lub poszerzenie istniejącej (o dwóch pasach) do czterech pasów. Po licznych protestach mieszkańców dokonano jego korekty, przyjmując pozostawienie jednej jezdni o dwóch pasach ruchu. Projekt planu zakładał ponadto włączenie najstarszych łódzkich ogrodów działkowych przy ul. Bednarskiej 19/21 do parku im. Legionów, przebudowę skrzyżowania ulic Bednarskiej i Wólczańskiej z Pabianicką na rondo, budowę wzdłuż ulicy ścieżek rowerowych i nowych chodników, zastosowanie rozwiązań zmniejszających poziom hałasu i poprawiających bezpieczeństwo na przejściach dla pieszych oraz dokonanie nasadzeń szpalerów drzew. Plan został uchwalony przez Radę Miejską w Łodzi 4 czerwca 2014 roku i nabrał mocy prawnej 3 sierpnia tegoż roku.
W zakresie bezpieczeństwa ruchu drogowego w latach 2011–2013 ulica znalazła się na 102. miejscu wśród 362 łódzkich ulic, na których doszło do wypadków (hierarchia malejąca – od ulic z największą liczbą zdarzeń). W tym okresie wydarzyło się na niej 10 wypadków, w których 10 osób zostało rannych, w tym 6 ciężko.
29 marca 2016 roku, na podstawie uchwały Rady Miejskiej w Łodzi, ulica Bednarska znalazła się w granicach wyznaczonego uchwałą obszaru zdegradowanego i obszaru rewitalizacji miasta Łodzi. Rok później, 30 marca, uchwałą łódzkich radnych włączono ją do Specjalnej Strefy Rewitalizacji.
Od 2 kwietnia 2017 roku ulicą zaczęła kursować, po raz pierwszy w jej historii, komunikacja miejska – autobusy MPK – Łódź linii 72 z pl. Niepodległości w kierunku osiedla Janów i w kierunku powrotnym.
2 lipca 2019 roku ulicą Bednarską poprowadzono fragment trasy przejazdu ze startu honorowego (na ul. Piotrkowskiej przy pasażu Leona Schillera) do startu ostrego (na ul. Kolumny przy posesji nr 260) uczestników pierwszego etapu (z Łodzi do Sieradza) XXX Międzynarodowego Wyścigu Kolarskiego „Solidarności” i Olimpijczyków.

### Siedziby dawnych firm
- nr 10 – Mechaniczna Fabryka Wyrobów Trykotażnych „L. Krauze i R. J. Güttler” – istniała od co najmniej 1909 roku[88], w latach 1911–1914 Fabryka Wyrobów Trykotażnych „L. Krauze”[89]; tkalnia mechaniczna Ernsta Hegenbarta – istniała od 1922 roku, figuruje w Podręcznym Rejestrze Handlowym z 1926 r.[90],
- nr 24 – „Scandria” sp. z o.o., firma z branży artykułów technicznych – lata 30. XX w.[91]

### Sławni mieszkańcy

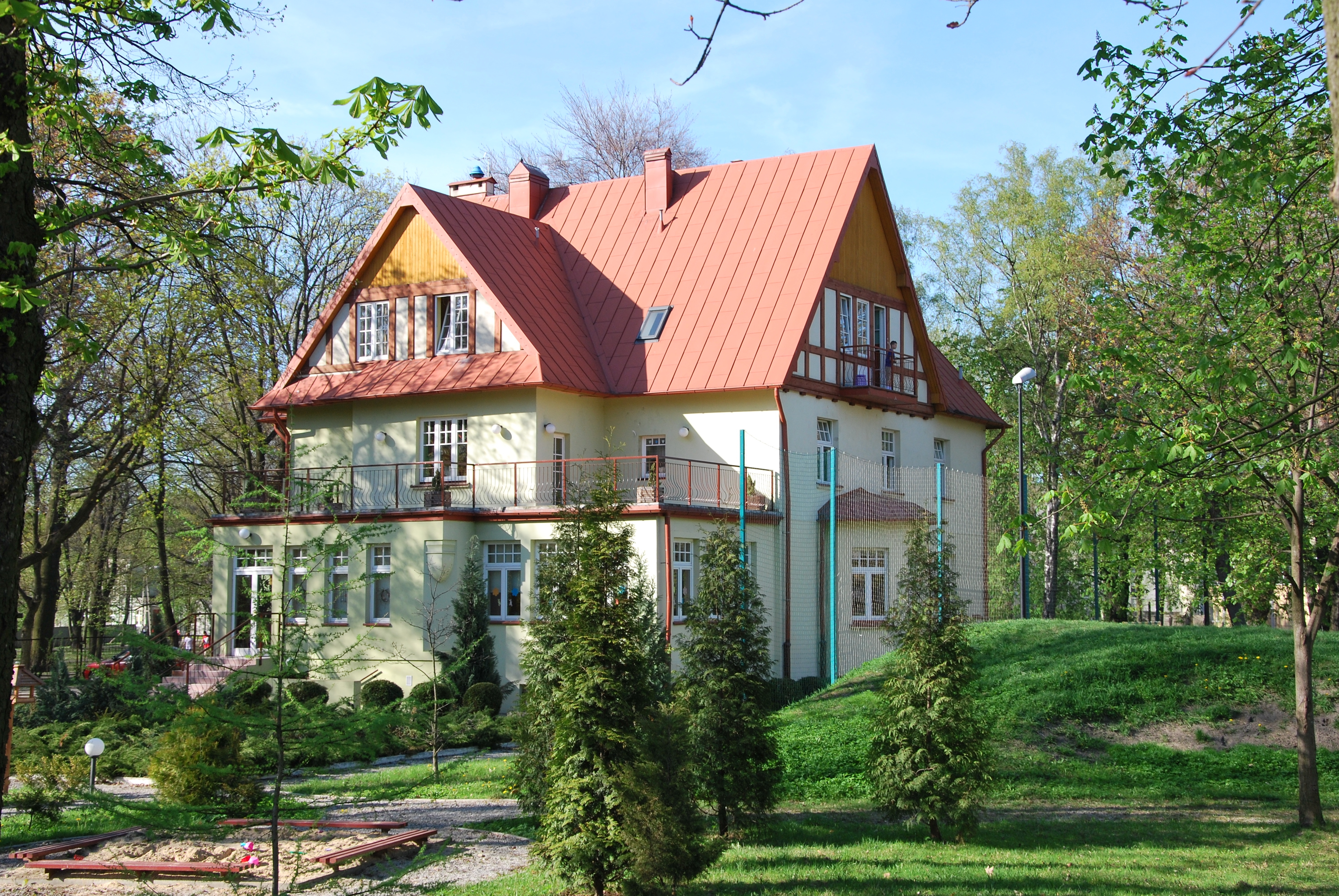
Dawna willa Hilmara Girbardta pod numerem 15a, od 1 września 2004 siedziba Domu Dziecka nr 9 – Domu Międzypokoleniowego Bednarska (kwiecień 2012)

- Rodzina Schweikertów, łódzkich fabrykantów pochodzenia niemieckiego – późn. ul. Bednarska (Böttcherstraße w latach 1916–1918) 42, od około 1900 do około 1939 roku[11],
- Wilhelm Völker (Woelker), niemiecki fabrykant, szwagier Ernsta Leonhardta – ul. Bednarska 15, przed II wojną światową od przełomu pierwszej i drugiej dekady XX w.[12],
- Hilmar Girbardt, niemiecki fabrykant, wspólnik Ernsta Leonhardta i Wilhelma Völkera – ul. Bednarska 15a, przed II wojną światową od przełomu pierwszej i drugiej dekady XX w.[12],
- Ludwik Hauk, radca sekcji przemysłowej Izby Przemysłowo-Handlowej w Łodzi – ul. Bednarska 42, okres międzywojenny[92],
- Józef Janicki, wicedyrektor Komunalnej Kasy Oszczędności m. Łodzi – ul. Bednarska 24, okres międzywojenny[93],
- Feliks Iwicki, lekarz, były członek POW, współzałożyciel „Skry” Warszawa – ul. Bednarska 24[i], lata 30. XX w. do 13 grudnia 1939[52],
- Leszek Kołakowski, filozof – ul. Bednarska 24 lub 26, lata 30. XX w. do wybuchu II wojny światowej (mieszkał w dzieciństwie u ciotki, lekarki łódzkiej ubezpieczalni)[95]  i lata 1945–1949,
- Alfred Wiłkomirski, skrzypek, dyrygent i pedagog (wraz z rodziną, m.in. córką Wandą) – ul. Bednarska 26, I poł. lat 30. XX w.[38] ,
- Władysław Kocuper, komisarz Policji Państwowej, od 8 kwietnia 1935 komendant policji na powiat łódzki – ul. Bednarska 24, od kwietnia 1935[96][97],
- Henryk Józewski, wojewoda łódzki – ul. Bednarska 15, lata 1938–1939[15][20],
- Werner Ventzki, nadburmistrz (niem. Oberbürgermeister) Litzmannstadt – Ostpreußenstraße 15a[e], 15 listopada 1941[j] – 23 lipca 1943 (jego żona i czworo dzieci, m.in. urodzony tam 13 marca 1944 syn Jens-Jürgen – do września 1944)[57][58][59][60][98],
- Hanna Ożogowska, pisarka i tłumaczka literatury rosyjskiej, niemieckiej i włoskiej, w pierwszych latach po II wojnie światowej dyrektor Liceum Pedagogicznego dla Wychowawczyń Przedszkoli w Łodzi – ul. Bednarska 26, okres powojenny do 1951[38] [95] ,
- Zygmunt Zahorski, matematyk, profesor, wykładowca UŁ i Politechniki Śląskiej w Gliwicach – ul. Bednarska 24 lub 26, lata 1948–1970[26] ,
- Zygmunt Charzyński, matematyk, profesor, wykładowca PŁ i UŁ – ul. Bednarska 24 lub 26, okres powojenny[26] ,
- Karol Głogowski, adwokat, działacz opozycyjny w czasach PRL – ul. Bednarska 24 kl. „E”, okres powojenny[17] ,
- Wojciech Marczewski, reżyser – ul. Bednarska 26, okres powojenny[95] ,
- hm. Władysława Matuszewska, komendantka Chorągwi Łódzkiej ZHP Związku Harcerstwa Polskiego – ul. Bednarska 24 lub 26, okres powojenny[26] ,
- Tadeusz Szczerbic, prawnik i pisarz, członek Światowego Związku Żołnierzy AK (wraz z rodziną, m.in. córką Joanną i synem Michałem) – ul. Bednarska 24, od lat 50. XX w.[17] [26] ,
- Magdalena Tesławska, kostiumograf, wraz z rodziną (ojciec Konstanty – wieloletni dyrektor „Miastoprojektu – Łódź”, brat Marek – architekt) – ul. Bednarska 26, okres powojenny[37] [95] , rodzice – już w latach 30.[k][100],
- Jarosław Warzecha, dziennikarz, dramaturg i prozaik – ul. Bednarska 24 lub 26, okres powojenny[17] ,
- Mieczysław Woźniakowski, kurator Łódzkiego Okręgu Szkolnego, radny Rady Narodowej miasta Łodzi – ul. Bednarska 24 lub 26, okres powojenny[26] .

### Kalendarium zmian nazwy ulicy
| okres obowiązywania | nazwa                             |
| ------------------- | --------------------------------- |
| ok. 1910–1916       | ulica Bednarska (Беднарска улица) |
| 1916–1918           | Böttcherstraße                    |
| 1918–1939           | ulica Bednarska                   |
| 1940                | Kopernikusstraße                  |
| 1940–1945           | Ostpreußenstraße                  |
| od 1945             | ulica Bednarska                   |

## Ulica Bednarska w kulturze
- W 1959 roku Hanna Ożogowska (we wczesnym okresie powojennym, do 1951 roku, mieszkanka bloku przy ulicy Bednarskiej 26) opublikowała w Państwowym Wydawnictwie Literatury Dziecięcej „Nasza Księgarnia” powieść dla młodzieży pt. Tajemnica zielonej pieczęci. Jej bohaterowie – szóstoklasiści o imionach Bartek, Stefan i Wiktor – mieszkali w łódzkim osiedlu ZUS i tam też rozgrywała się akcja powieści. Ulica Bednarska pojawiła się na kartach powieści wielokrotnie, a pierwowzorem jednej z postaci był dozorca bloku pod numerem 24, nazwiskiem Chybała[38] .
- W 2013 roku Tadeusz Morawski – profesor elektroniki i autor palindromów – opublikował felieton pt. Listy palindromisty: Mało wiz do Łodzi – wołam! Palindromy w Łodzi, w którym zawarł opowieść profesora Michała Tadeusiewicza o życiu w blokach przy ul. Bednarskiej 24 i 26 oraz ich bliskim sąsiedztwie w latach powojennych[26] .
- W 2018 roku ulica posłużyła jako plener (zastępując warszawską Ochotę) podczas realizacji zdjęć do filmu pod roboczym tytułem Dom Tułaczy – debiutu fabularnego w reż. Mariko Bobrik (absolwentki łódzkiej PWSFTviT), którego premiera była przewidziana na rok 2019[101]. Ostatecznie film otrzymał tytuł Smak pho, a premierowo został pokazany 3 lipca 2020 roku[102].

## Obiekty

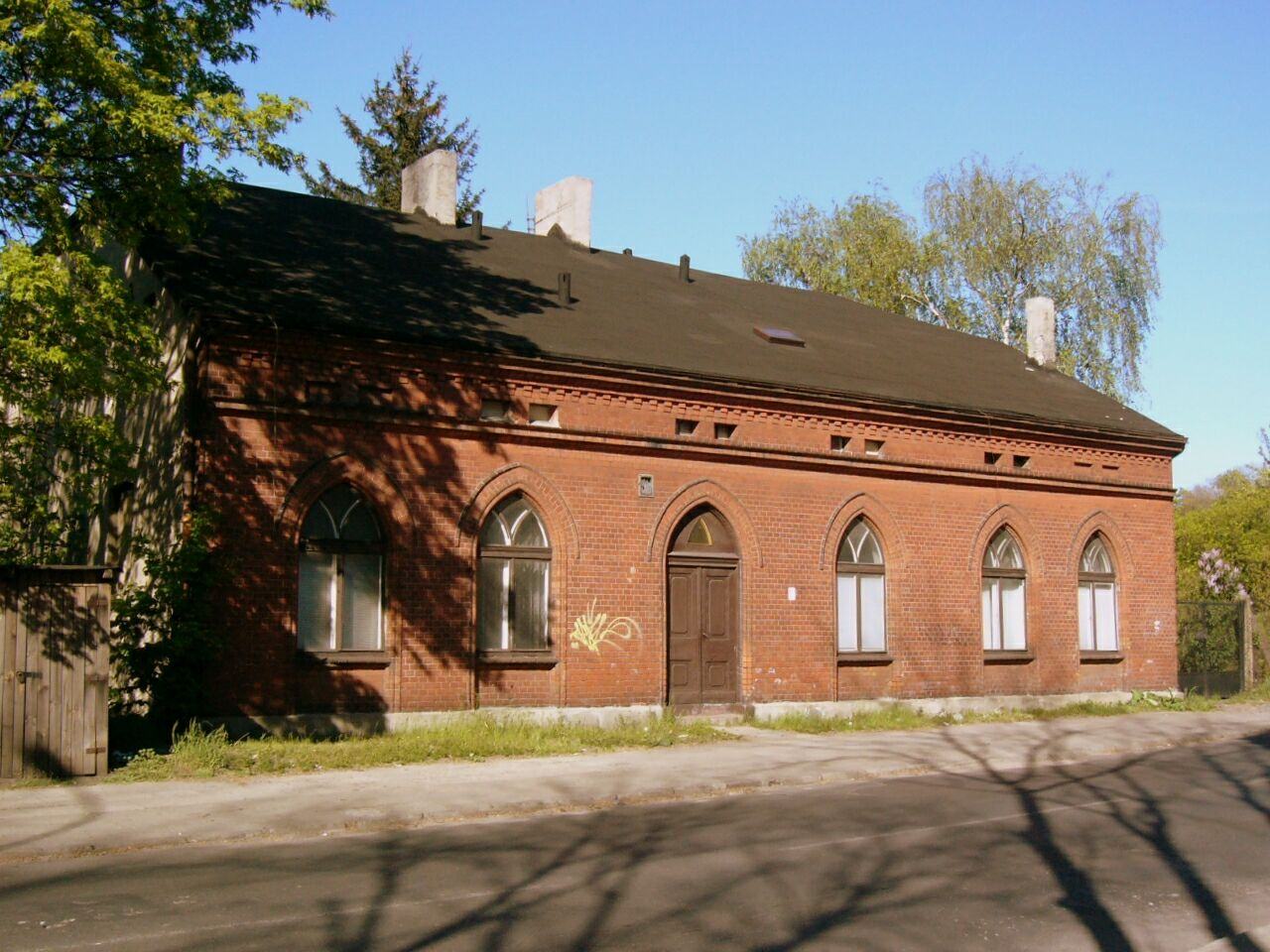
Dom Jana Stencela, później braci Steigertów, pod numerem 23a

- nr 9 – 11-kondygnacyjny blok wielorodzinny z 1975 roku, należący do Spółdzielni Mieszkaniowej „Ogniwo” – najwyższy budynek przy ulicy[68],
- nr 15 – postsecesyjna willa dawnego Towarzystwa Akcyjnego Sukiennej Manufaktury „Leonhardt – Woelker – Girbardt” wzniesiona w latach 1907–1909 dla niemieckiego fabrykanta Ernsta Leonhardta[103], siedziba Domu Dziecka nr 6 im. Stanisława Jachowicza[104],
- nr 15a – postsecesyjna willa dawnego Towarzystwa Akcyjnego Sukiennej Manufaktury „Leonhardt – Woelker – Girbardt”, wzniesiona w 1907 roku dla niemieckiego fabrykanta Ernsta Leonhardta[103], od 1 września 2004 roku siedziba Domu Dziecka nr 9 – Domu Międzypokoleniowego Bednarska[70],
- nr 19/21 – Rodzinny Ogród Działkowy im. Stefana Błaszczyka – zachowana część przyfabrycznych ogrodów działkowych założonych w 1906 roku dzięki finansowemu wsparciu Ernsta Leonhardta, najstarsze ogrody działkowe zachowane w Łodzi[13][105],
- nr 23a – dom mieszkalny z przełomu XIX/XX w. Jana Stencela, później braci Steigertów[103][106],
- nr 24 – 4-kondygnacyjny blok wielorodzinny osiedla ZUS, podczas II wojny światowej mieścił się w nim posterunek niemieckiej żandarmerii[38] ,
- nr 26 – 4-kondygnacyjny blok wielorodzinny osiedla ZUS,
- nr 42 – willa z około 1896 roku, dawna rezydencja rodziny Schweikertów (od około 1900 do około 1939 roku)[11].

Według stanu na grudzień 2024 roku do gminnej ewidencji zabytków miasta Łodzi było wpisanych 6 obiektów położonych przy ul. Bednarskiej: 3 wille (pod numerami 15, 15a i 42), jeden dom mieszkalny (pod numerem 23a) i 2 bloki wielorodzinne osiedla ZUS (pod numerami 24 i 26). Wcześniej (2010) w ewidencji figurowały także: dom z końca XIX w. (pod numerem 4, po 2010 wyburzony) i dom z przełomu XIX i XX w. (pod numerem 17).

## Numeracja i kody pocztowe
- Numery parzyste: 2–42
- Numery nieparzyste: 3–23a
- Kody pocztowe: 93-009 (1–9 nieparzyste i 2–22 parzyste), 93-030 (11–21 nieparzyste i 24–36 parzyste), 93-037 (23–23a nieparzyste i 38–42 parzyste)[108]

## Komunikacja

### Stan obecny
Ulicą kursują autobusy komunikacji miejskiej MPK – Łódź (trasy stałe według stanu na sierpień 2025, nie uwzględniono ewentualnych tymczasowych zmian trasy i linii zastępczych):
- linii dziennych

„72A” – od 1 października 2021 – z osiedla Janów w kierunku Huty Jagodnicy  oraz w kierunku powrotnym.
„72B” – od 1 października 2021 – z osiedla Janów w kierunku Huty Jagodnicy  oraz w kierunku powrotnym.
Przy ulicy znajdują się dwa przystanki: za skrzyżowaniem z ul. Unicką (nr 2228, w kierunku pl. Niepodległości) i przy posesji pod numerem 42 (nr 2295, w kierunku osiedla Janów).

### W przeszłości
W przeszłości ulicą Bednarską kursowały autobusy:
- linii dziennej

72 – od 2 kwietnia 2017 do 21 grudnia 2018 – z pl. Niepodległości w kierunku osiedla Janów oraz w kierunku powrotnym.
„72A” – od 22 grudnia 2018 do 30 września 2021 – z pl. Niepodległości w kierunku osiedla Janów oraz w kierunku powrotnym.
„72B” – od 22 grudnia 2018 do 30 września 2021 – z pl. Niepodległości w kierunku osiedla Janów oraz w kierunku powrotnym.
Przed 2 kwietnia 2017 roku ulicą Bednarską nie przebiegały żadne stałe linie komunikacji miejskiej.